# 明治海底山
明治海底山（英語：Meiji Seamount），又稱明治海底平頂山，是一座位於太平洋夏威夷－皇帝海山鏈的海底平頂山。其是夏威夷-天皇海山链中最古老的海山，估计年龄为8200万年。其位于海山链的最北端，坐落在千岛海沟的外坡上。与其他天皇海山类似，它也是由夏威夷热点形成的，后来发展为岛屿，并随着太平洋板块的运动，先是向北，现在又向西北降到海面下。明治海山是属于平顶海底山的特殊海山，一些文献称其为明治平顶海山。
明治海山最终将隐没到千岛海沟下，不过若板块运动维持现在的速度，这种情况还要过几百万年才发生。虽然明治海山是夏威夷-天皇海山链现存最古老的海山，但是否有更古老的海山已经俯冲到海溝中，仍无定论。
深海钻探项目（DSDP）19号井192A号洞在明治海山顶附近发现了13米长的枕状熔岩，最初被归为碱性玄武岩，但后来对玻璃和辉石的微探针分析表明它们源于拉斑质岩浆系列。至少发现了5个岩流（flow）。

## 其他條目
- 明治天皇

- 热点 (地质学)

- 底特律海底山